# Vorarleberga
O Vorarleberga (em alemão: Vorarlberg) é o mais ocidental dos estados  federados austríacos (Länder) ; sua capital, Bregenz, é uma das cinco cidades do Estado (as outras são Dornbirn, Hohenems, Feldkirch e Bludenz).
É o oitavo estado tanto em área (2.601 km²) quanto em população (370.065 habitantes em 30/6/2010). Ainda assim, tem, além do limite com o Tirol a leste, fronteiras com três países: os estados alemães do Bade-Vurtemberga e da Baviera estão a noroeste e norte, respectivamente; do sul para o oeste há divisas com os cantões suíços dos Grisões e São Galo, separadas pelo principado de Liechtenstein.
A capital de Vorarleberga é Bregenz (29.806 habitantes), embora Dornbirn (49.278 habitantes) e Feldkirch (33.420 habitantes) possuam populações maiores. Vorarlberg também é o único estado da Áustria em que o dialeto local não é austro-bávaro, mas sim um dialeto alemanico ; portanto, tem muito mais em comum culturalmente com a Suíça (historicamente) de língua alemã alemanica, Liechtenstein, Suábia e Alsácia do que com o resto da Áustria, sudeste da Baviera e Tirol do Sul. 
Vorarleberga é quase completamente montanhosa e foi apelidada de 'Ländle', que significa "pequena terra". É banhada pelos rios Reno e Ill.
Os seus bosques e pântanos, a energia elétrica dos seus rios e as fábricas de tecidos e bordados são as principais actividades deste estado federal.

## História

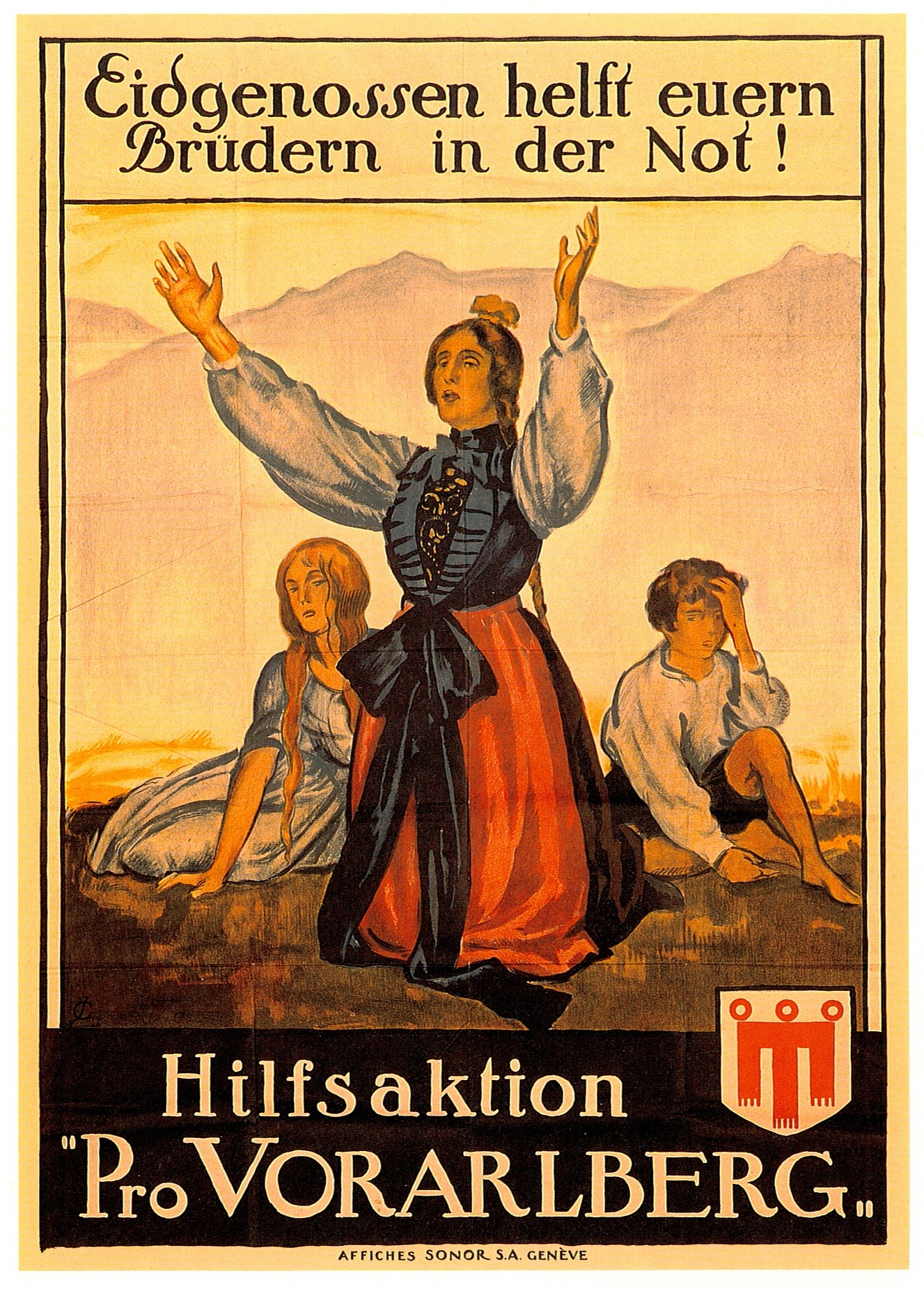
"Confederados, ajudem seus irmãos em perigo!" Cartaz suíço do movimento Pro Vorarlberg defendendo a adesão de Vorarleberga à Suíça em 1919

Desde o século XIV, os Habsburgos começaram a adquirir terras isoladas no território que atualmente compreende Vorarleberga: em 1363 Neuburgo do Reno, em 1375 o município Feldkirch, em 1394 Bludenz com Montafon, em 1397, o senhorio do Castelo de Jagdberg , em 1451 a metade do distrito de Bregenz, em 1453 Mittelberg,  em 1474 o antigo condado de Sonnenberg, e em 1523 a segunda metade do distrito de Bregenz. 
Inúmeros territórios no sudoeste da Alemanha (Freiburg im Breisgau) e na Suíça de hoje ( Fricktalno no final do cantão de Aargau) também estavam em posse dos Habsburgo (Vorderösterreich). Até ao século XVII, um oficial de justiça chefiava a administração das áreas de Habsburgo em Vorarleberga.
Em 1765, Hohenems também foi adquirida pelos Habsburgos e o estado foi reunido como uma unidade pela primeira vez em 1786. Em 1804, os Habsburgos adquiriram de domínios Blumenegg e St. Gerold, que anteriormente pertenciam aos mosteiros Weingarten e Einsiedeln, e, finalmente, em 1814, Lustenau foi incorporado ao território completando o atual território de Vorarleberga. No período napoleônico, de 1806 a 1814, Vorarleberga pertenceu a Baviera e após o final do período napoleônico Vorarleberga voltou para o domínio dos Habsburgo.
Em 1861 Vorarleberga se torna Terra da Coroa  e recebeu como toda Terra da Coroa o seu próprio parlamento e seu comitê nacional como um órgão executivo, mas manteve-se em termos da administração ainda na responsabilidade do governo geral do kk escritório do governador em Innsbruck, que representava o imperador como soberano e do Governo Imperial, em Viena.
Vorarleberga separou a sua administração da do Tirol em 1918 após o colapso da monarquia dos Habsburgo. Um referendo, que apoiou as negociações com a Suíça sobre a adesão de Vorarleberga à Confederação Suíça, resultou em uma maioria de 80% em 1919, mas a união com a Suíça fracassou devido às políticas hesitantes da (provisória) província, e devido a Assembléia Estadual de Vorarleberga e do Conselho Federal Suíço, que equilibrou cuidadosamente o relacionamento entre os idiomas, isto é, cantões da Suíça não-alemã não queriam ver aumentar a influência alemã pela aquisição de mais um cantão com católicos de língua alemã, bem como não queriam se opor aos tratados de paz de St. Germain e Versalhes que não incluíam a anexação de Vorarleberga pela neutra Suíça. 
Permanecendo na Áustria, a assembléia Estadual de Vorarleberga estabelece a República de Vorarleberga como um estado independente, com seu próprio governo regional e uma constituição que é válida até hoje. Vorarleberga é o único estado austríaco que se descreve como um estado independente em sua constituição estadual.
Quando a Áustria foi anexada ao Reich alemão em 12 de março de 1938, Vorarleberga e toda a Áustria foram de fato anexadas pelo Reich alemão aos aplausos dos nacional-socialistas locais. Logo depois que os nacional-socialistas chegaram ao poder, Vorarleberga se uniu à força com o Tirol para formar o "Reichsgau Tirol-Vorarleberga" e se dissolveu como uma autoridade regional independente. Muito poucos judeus viviam em Vorarleberga em 1938. A comunidade judaica de Hohenems, que existia desde o século XVII, foi dissolvida à força e os judeus foram deportados para campos de concentração e extermínio.
Também em Vorarleberga, que foi quase completamente poupada de atos de guerra, a tirania nacional-socialista e a Segunda Guerra Mundial reivindicou vidas humanas, incluindo aquelas mortas por razões racistas ou políticas e soldados que morreram nas frentes. Pouco antes do final da guerra, na primavera de 1945, a SS local atirou em civis que tinham pendurado bandeiras brancas " do nada " quando as tropas francesas se aproximaram.
Após a guerra, de 1945 a 1955, Vorarleberga pertenceu à zona de ocupação francesa juntamente com o estado do Tirol (exceto o Tirol Oriental), retornando à soberania austríaca após 1955.

## Geografia
Os principais rios de Vorarleberga são os Ill (que atravessa os vales de Montafon e Walgau até o Reno), o Reno (formando a fronteira com a Suíça), o Bregenzer Ache e o Dornbirner Ach. Um dos rios mais curtos é o Galina. Lagos importantes, além do Lago de Constança, são o lago Lüner, o lago Silvretta, o lago Vermunt, o lago Spuller, a bacia Kops e o lago Formarin ; os quatro primeiros foram criados para a produção de energia hidrelétrica. No entanto, mesmo antes da construção da barragem da usina, o lago Lüner era o maior lago de montanha dos Alpes. A maior parte dessa energia hidrelétrica é exportada para a Alemanha nos horários de pico. À noite, a energia das usinas na Alemanha é usada para bombear a água de volta para alguns dos lagos. 
Como existem várias cadeias de montanhas notáveis em Vorarleberga, como Silvretta, Rätikon, Verwall e Arlberg, existem muitas regiões conhecidas de esqui (Kleinwalsertal, Arlberg, Monlefon, Bregenzerwald) e estações de esqui (Lech, Zürs, Schruns), Warth, Damüls, Brand, Kleinwalsertal e muitos mais). 
Lech é uma estação de esqui exclusiva nas margens do rio Lech. Nos últimos anos, Lech cresceu e se tornou um dos principais destinos de esqui do mundo e o lar de vários campeões mundiais e olímpicos de esqui. Com outras aldeias vizinhas, Lech criou a maior área de esqui conectada da Áustria e uma das maiores da Europa. Juntas, essas aldeias formam a região de Arlberg, o berço da moderna técnica de esqui alpino e a sede do Ski Club Arlberg. Lech é um destino de férias popular para famílias e celebridades reais, como Jason Biggs, Tom Cruise, Diana, Princesa de Gales e a ex-rainha Beatriz e a família real neerlandesa.
Damüls também é reconhecido como o município com maior queda de neve anual no mundo: em média 9,30 m. A montanha mais alta é Piz Buin, cujo pico rochoso de 3312 m é cercado por geleiras. Supõe-se queVorarleberga desfrute da maior diversidade cênica dentro de limites limitados em todo o leste dos Alpes; fica ao lado dos Alpes ocidentais. A distância do Lago Constança e as planícies do vale do Reno Alpino, através da altitude média e altas zonas alpinas, até as geleiras da região de Silvretta, é de apenas 90 km. 

## Divisões administrativas
| Vorarleberga é dividido em 4 distritos (Bezirke): - Bregenz - norte - Dornbirn - noroeste - Feldkirch - oeste - Bludenz - sul |

## Dados Demográficos

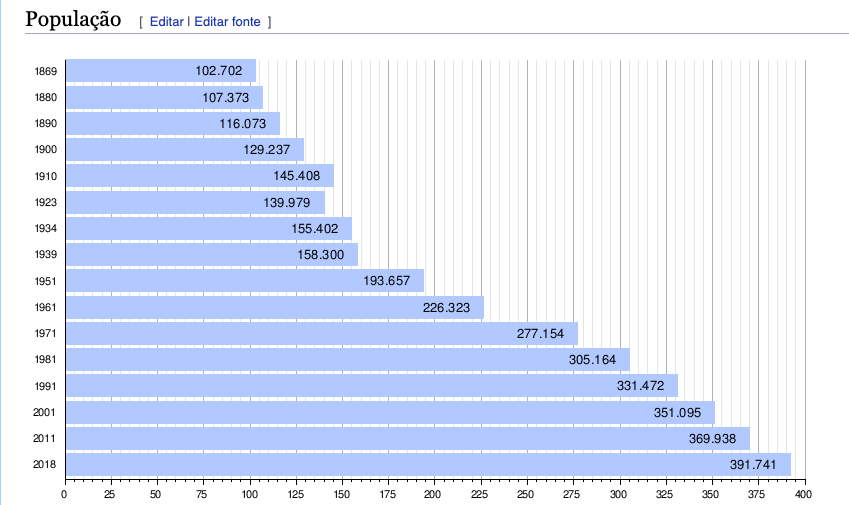
Censo de Vorarleberga

A população de Vorarleberga é de 395.012 (em 31 de dezembro de 2018).  A maioria (86%) dos residentes é de origem austríaca-germânica, com uma conexão cultural com a Suíça e o Liechtenstein a oeste e a Alemanha a norte. Uma proporção considerável dos ancestrais da população veio do cantão suíço de Valais nas migrações de "Walsers", incluindo os franceses suíços no século XIX a convite durante os dias do Império Austro-Húngaro. Houve uma minoria considerável da ascensão turca desde a década de 1960. 
78% da população é católica romana, o que coloca Vorarleberga em consonância com a média nacional austríaca de 73,6%. A segunda maior denominação, com uma participação de 8,4%, é o Islã, principalmente turcos. 7.817 (ou 2.2%) dos habitantes de Vorarleberga são protestantes. 
Vorarleberga é o segundo estado mais densamente povoado da Áustria, com 153 habitantes por quilômetro quadrado depois de Viena. Com a aglomeração entre Feldkirch e Hörbranz, possui uma das áreas mais densamente povoadas da Europa. Devido à industrialização, Vorarleberga já se tornou uma região de imigração clássica no século XIX. O pequeno território em termos de área possui a maior segunda maior proporção de imigrantes atrás apenas de Viena. Em 2015, isso representava cerca de 16% da população total. O maior grupo de migrantes são residentes de origem alemã, seguido de perto por imigrantes da Turquia. O terceiro maior grupo de imigrantes de Vorarleberga é formado por pessoas da ex-Iugoslávia. 
Vorarleberga foi escassamente povoada até meados do século XIX. A regulamentação do Reno , a construção das ferrovias e o aumento da indústria associado promoveram a colonização dos trentinos, que entraram no país como trabalhadores. Inúmeros sobrenomes italianos, incluindo nomes conhecidos como Collini ou Girardelli, ainda são evidências dessa onda de imigração.
A primeira onda de imigração começando no período entre guerras consistia principalmente de pessoas do leste da Áustria, especialmente Estíria e Caríntia. Um grande número de migrantes do sul do Tirol imigrou durante a era nazista. Para esse fim, foram criados os assentamentos distintos, ainda preservados e habitados, no sul do Tirol, nos maiores municípios do país.
Após a Segunda Guerra Mundial , várias grandes ondas de imigração chegaram à Terra de Vorarleberga, o que explica o grande aumento da população entre 1923 e 1951 (apesar da guerra) e entre 1961 e 1971. Em 1966, por exemplo, 26,3% da população de Vorarleberga nasceu fora do país.  A primeira consistia principalmente de alemão Expulso dos sudetos alemães e da sub-Estíria. A segunda grande onda de imigração na década de 1960 e no início da década de 1970 ocorreu com trabalhadores convidados, principalmente da Turquia e da Iugoslávia, cuja força de trabalho estava principalmente na indústria têxtil. Essa onda de migração foi provocada pela situação econômica relativamente boa em Vorarleberga e na vizinha Suíça.

## Política
Markus Wallner é o Landeshauptmann do land desde 2011. 

### Partidos noLandtag
O Conselho do Land é o Landtag:
- ÖVP: 17
- Os Verdes: 7

- FPÖ: 5

- NEOS - A Nova Áustria: 3

- SPÖ: 3
- Deputado não inscrito: 1

De 1945 até 1999 e desde 2004 o Partido Popular Austríaco (ÖVP) há tido uma maioria absoluta no estado. 